# 491 (numero)
Quattrocentonovantuno (491) è il numero naturale dopo il 490 e prima del 492.

## Proprietà matematiche
- È un numero dispari.
- È un numero difettivo.
- È il 94º numero primo, dopo il 487 e prima del 499.
  - È un numero primo di Sophie Germain.
  - È un numero primo di Eisenstein.
- È un numero strettamente non palindromo.
- È parte della terna pitagorica (491, 120540, 120541).

## Astronomia
- 491 Carina è un asteroide della fascia principale del sistema solare.
- NGC 491 è una galassia spirale della costellazione dello Scultore.

## Astronautica
- Cosmos 491 è un satellite artificiale russo.

## Letteratura
- 491 è il titolo di un romanzo dello svedese Lars Gorling.